# Fontaine d'Hercule (Prague)
La Fontaine d'Hercule est située dans le jardin royal du château de Prague. Elle date de 1670 (comme indiqué au-dessus de la niche) et a été réalisée par le sculpteur Jan Bendl (apparemment inspiré des sculptures d'Adrien de Vries). La sculpture représente Hercule combattant le chien à trois têtes Cerbère. De son embouchure, l’eau jaillit dans un réservoir plus petit en forme de coquille et de là s’écoule dans le bassin inférieur plus grand. La fontaine est située dans une niche massive et richement décorée.

## Articles liés
- Jan Jiří Bendl
- Jardin Royal du château de Prague

## Source de traduction
- (cz) Cet article est partiellement ou en totalité issu de l’article de Wikipédia en tchèque intitulé « Herkules (Královská zahrada) » (voir la liste des auteurs).